# Frieda Fromm-Reichmann
Frieda Fromm-Reichmann, nemško-ameriška psihiatrinja, psihoanalitičarka, nevrologinja, * 23. oktober 1889, Karlsruhe, Nemško cesarstvo, † 28. april 1957, Rockville, Maryland, Združene države Amerike.
Pripomogla je k boljšemu razumevanju možganskih funkcij. Znanje, ki ga je pridobila med delom z vojaki, je uporabljala pri osebah z diagnosticiranimi s shizofrenijo.

## Življenje
Njena mati je bila Klara Simon Reichmann, oče pa Adolf Reichmann, ki se je navduševal nad glasbo in literaturo. Vzgojena je bila v judovski družini kot najstarejša med tremi hčerami. Na njeno življenje pa je močno vplival njen praded po očetovi strani Seligman Feuchtwanger, ki je imel kar 93 vnukov. S strani staršev je bila Frieda deležna visokih pričakovanj glede izobrazbe. Kot zgledna učenka je ta pričakovanja več kot dosegla. Leta 1908 se je šolala na medicinski univerzi v Königsbergu, kar je močno podpiral njen oče, ki je bil prepričan da se ji bodo s tem študijem odprle mnoge priložnosti. Študij je končala leta 1913 in začela rezidenco v nevrologiji s Kurtom Goldsteinom (nevrolog, psihiater) na področju možganskih poškodb. Kasneje je delala z vojaki s poškodbami na možganih. 

## Delo
Fromm-Reichmannova je bila psihoanalitičarka iz dveh razlogov. Prvi je zato, ker je sprejela koncepte prenosa in odpornosti, priznanje nezavednega in pomen otroštva v razvoju osebnosti. Drugič, ti psihoanalitični koncepti so vodili njeno razumevanje in zdravljenje bolnikov. Našla je teorijo o medosebnih in predmetnih odnosih, ki je bila bolj uporabna pri organizaciji njenega razmišljanja kot teoriji libida. Te neobičajni pogledi so morda izhajale iz lastnih značilnosti Fromm-Reichmannove osebnosti. Vedno je bila odprta za izmenjavo idej in se vestno ukvarjala z nadaljnjim razmišljanjem in spodbujala njegov razvoj. Verjela je v diktat Jakoba Henleja: »Hipoteza, ki je postala zaničena z novimi dejstvi, umre častno smrt in če je pozvala k pregledovanju resnic, s katerimi je bila uničena, zasluži spomenik hvaležnosti.«
Ni želela začeti nove teorije, temveč samo nadaljevati, kar že obstaja. To metodo je uporabila pri razvoju svoje teorije, da se lahko shizofrenične osebe uspešno zdravijo z njeno blagovno znamko "psihoanalitično orientirane psihoterapije". Že v življenju si je prizadevala za obrambo in izboljšanje svoje teorije. Njeni kritiki so menili, da posamezniki v shizofreniji nimajo sposobnosti, da razvijejo prenosni odnos s terapevtom, ki je potreben za izkoriščanje psihoanalize. Njene metode in teorije so opisane v njeni knjigi Principi intenzivne psihoterapije (1950). Njeno zgodnje delo je temeljilo na njeni ugotovitvi, da je tendenca shizofrenikov za umik odražala ambivalenten konflikt. Vloga terapevta je bila, da se pacientu zagotovi neustrezno materinstvo s stalnim toplotnim učinkom in stalnim prizadevanjem za doseganje najboljšega odnosa. Njeni kritiki so še menili, da je preveč poudarjala terapevtski odnos in da je bila premočna, s poudarkom na krhkosti bolnika. To kritiko je pozitivno uporabila kot sredstvo za izboljšanje metode. Ugotovila je, da njeni bolniki s shizofrenijo niso bili tako krhki, kot je nekoč mislila. Leta 1954 se je obrnila na Ameriško psihiatrično združenje in pojasnila svoje poglede. V tem govoru je govorila o svojem novem odkritju, da imajo shizofreniki primanjkljaje v dejanskih učnih izkušnjah. Zato bi bil dodaten vidik njenega zdravljenja pomagati pacientu pridobiti te izkušnje, ki so mu bile pred tem v življenju odvzete. 
Razumevanje je bilo zanjo ključno. Čutila je, da je shizofrenija precenila moč obramb ali fantazij, ki so povečale svoja občutja izolacije in krivde. Priznala je, da so njeni pacienti trpeli veliko bolj kot ona. Od njenih pacientov in učiteljev se je naučila, da je njenim učiteljem - Freudu, Goldsteinu, Groddecku in Sullivanu - posvetila svojo knjigo Načela intenzivne psihoterapije.
Proti koncu svojega življenja je bila povabljena, da sodeluje v možganskem trustu v Centru za napredne študije vedenjskih ved na Univerzi Stanford. Do takrat v svojem življenju je utrpela delno gluhost. To je skupaj z dejstvom, da je menila, da so njena statistična znanja drugotnega pomena kot pri njenih veliko mlajših sodelavcih, otežilo izkušnjo. Čutila je, da ji ni uspelo. Poleg tega je načrtovala napisati knjigo o svojih izkušnjah s specifičnim pacientom. Pacient je napisal svoj del in je čakal, da Frieda dokonča svojega. Njena prevelika zasedenost z raznimi nalogami je preprečila, da bi izpolnila to obveznost. Pacient je nadaljeval svojo nenasilno različico svojih izkušenj v knjigi, ki je bila uspešnica. Bila je vesela, da je javnost imela koristi od branja o uspešnem zdravljenju. Leta 1957 je Fromm-Reichmannova dobila povabilo za predavanje na Ameriškem inštitutu za psihoanalizo, a se ga zaradi slabega zdravja ni mogla udeležiti. 28. aprila 1957 v starosti 67 let umrla zaradi koronarne tromboze.